# صداقت جباری
صداقت جباری (زادهٔ ۱۳۴۰، اردبیل) خوشنویس و طراح گرافیک معاصر اهل ایران است. او دارای درجه دکتری در رشته پژوهش هنر از پردیس هنرهای زیبای دانشگاه تهران، دارای درجه استادی از انجمن خوشنویسان ایران و عضو انجمن صنفی طراحان گرافیک ایران است. جباری در نمایشگاه‌ها و دوسالانه‌های بسیاری شرکت داشته‌است و همچنین برندهٔ جایزه بزرگ و مدال طلا با اثر اسماءالحسنی از دوازدهمین بی‌ینال بین‌المللی بنگلادش (۲۰۰۶)، برنده جایزه ویژه دومین و سومین دوسالانه نقاشی بین‌المللی جهان اسلام شده و همچنین موفق به کسب مقام اول و برنده ۳ جایزه (نستعلیق جلی، چلیپا و کتابت) در چهارمین دوره مسابقه بین‌المللی خوشنویسی جهان اسلام (شیخ حمدالله) استانبول ترکیه (۱۹۹۸) شد.

## سوابق و مسؤلیت‌ها
- استاد انجمن خوشنویسان ایران / نستعلیق ۱۳۷۹.
- تدریس در انجمن خوشنویسان ایران/ سال ۱۳۶۲ تاکنون.
- تدریس در دانشکده هنرهای زیبا/ دانشگاه تهران / مقاطع لیسانس و فوق‌لیسانس/۱۳۶۳ تاکنون.
- تدریس در دانشگاه آزاد اسلامی / مقطع لیسانس/ ۱۳۶۸ تا ۱۳۶۹.
- تدریس در دانشگاه هنر / مقطع لیسانس / سال ۱۳۶۸ تا ۱۳۷۲.
- تدریس در فرهنگسرای نیاوران/ یک ترم در مقطع لیسانس/۱۳۷۱.
- تدریس در دانشگاه الزهرا / یک ترم / مقطع لیسانس/۱۳۷۲.
- تدریس در دانشگاه تربیت مدرس / مقطع فوق‌لیسانس/۱۳۷۲ تا ۱۳۷۵.
- تدریس در مجتمع عالی سوره / فقط به صورت پروژه لیسانس/۱۳۷۵.
- عضو هیأت داوران مسابقات خوشنویسی دانشجویان سراسر کشور /۱۳۶۸.
- عضو هیأت داوران اولین بی‌ینال تجربی حوزه‌هنری /۱۳۷۱.
- عضو هیأت داوران دومین بی‌ینال تجربی دانشجویان هنر/ ۱۳۷۴.
- عضو تعیین شایستگی آرمهای دانشگاه‌های سراسر کشور / سال ۱۳۷۴ تاکنون.
- عضو هیئت انتخاب ششمین نمایشگاه دوسالانه گرافیک ایران.
- مسئول رشته گرافیک در دوره فوق‌لیسانس / دانشکده هنرهای زیبا /دانشگاه تهران / سال ۱۳۷۸ تاکنون.
- عضو هیئت انتخاب و داوران نمایشگاه بزرگ خوشنویسی سال تکریم حضرت علی (ع) /۱۳۷۹.
- عضو هیئت داوری گرافیک اولین نمایشگاه بین‌المللی دوسالانه هنرهای تجسمی دانشجویان مسلمان/۱۳۷۹.
- عضو هیئت داوری اولین خوشنویسی نمایشگاه بین‌المللی دوسالانه هنرهای تجسمی دانشجویان مسلمان /۱۳۷۹.

## آثار چاپ شده
- مجله شعر زن روز/ ۱۳۶۴.
- گزیدة اشعار علامه اقبال لاهوری/ انتشارات انجمن خوشنویسان ایران/ ۱۳۶۴.
- مجموعه آثار خوشنویسان معاصر ایران (۲) (یادواره اولین کنگره خوشنویسان سراسر)/ انتشارات انجمن خوشنویسان ایران/ ۱۳۶۶.
- مقایسه مفردات چهار خوشنویس بنام تاریخ نستعلیق ایران (رساله)/ ۱۳۶۷.
- رقم مهر، گزیده، غزلیات حافظ/ انتشارات انجمن خوشنویسان ایران/ ۱۳۶۷.
- مجموعه آثار خوشنویسان معاصر (به مناسبت پنجمین کنگره ادب و هنر)/ انتشارات انجمن خوشنویسان ایران.
- مجموعه کوکب هدایت/ نشر شاهد/ ۱۳۶۹.
- هزار فراز فردوسی در آئینه شاهنامه/ بزرگداشت فردوسی/ انتشارات انجمن خوشنویسان ایران/ ۱۳۶۹.
- سوگنامه/ برگزیده اشعار شاعران معاصر در سوگ امام‌خمینی/ مؤسسه تنظیم و نشر آثار امام‌خمینی/ ۱۳۶۹.
- تحفه کرمان (کنگره بزرگداشت خواجوی کرمانی)/ انتشارات انجمن خوشنویسان ایران/ ۱۳۷۰.
- ترجیح‌بند اشعار امام‌خمینی بزبان ترکی/ مؤسسه تنظیم و نشر آثار امام‌خمینی/ ۱۳۷۰.
- بررسی اصول و الگوی خوشنویسی در آثار میرعماد (رساله)/ ۱۳۷۱.
- ده غزل از اشعار استاد اوستا/ حوزه هنری/ ۱۳۷۲.
- مجله شعر/ شماره اول و سوم/ حوزه هنری/ ۱۳۷۲.
- مصاحبه در کیهان فرهنگی/ شماره ۱۰/ کیهان/ ۱۳۷۲.
- کتاب سومین و چهارمین و ششمین دوسالانه گرافیک ایران/ موزه هنرهای معاصر ایران/ ۱۳۷۷ـ۱۳۷۳ـ۱۳۷۱.
- چاپ مقاله/ مجله هنرهای زیبا/ شماره ۱/ دانشگاه تهران/ هنرهای زیبا/ ۱۳۷۵.
- کتاب کلک مشکین/ آثار نخستین جشنواره جهان اسلام/ موزه هنرهای معاصر ایران/ ۱۳۷۶.
- چاپ تابلو نقاشی خط/ مجموعه عاشورا/ حوزه هنری/ ۱۳۷۶.
- چاپ ۳۶ آرم/کتاب نشانه/ ۱۳۷۷.
- چاپ ۱۰ غزل از حافظ/ انتشارات یونسکو/ ۱۹۹۹ میلادی.

## نمایشگاه‌ها

### انفرادی
- دانشکده هنرهای زیبا، دانشگاه تهران ۱۳۶۴
- دانشکده هنرهای زیبا، دانشگاه تهران ۱۳۶۷
- سوریه، دمشق ۱۳۶۹/ آذربایجان شوروی، باکو ۱۳۷۰
- دانشگاه تربیت مدرس، دانشکده هنر ۱۳۷۱
- مرکز اسلامی انگلستان، لندن، گالری ارم، اکتبر ۱۹۹۹
- دانشگاه SOAS، لندن، انگلستان، اکتبر ۱۹۹۹
- مرکز اسلامی انگلستان، لندن، گالری ارم، نوامبر ۱۹۹۹
- بریستول community center انگلستان، نوامبر ۱۹۹۹
- دانشگاه کمبریج انگلستان، می ۲۰۰۰
- مرکز اسلامی انگلستان، لندن، گالری ارم، ژوئن ۲۰۰۰

### جمعی
- لاهور، پاکستان ۱۳۶۰
- خانه آفتاب ۱۳۶۱
- موزه هنرهای معاصر ۱۳۶۳
- لاهور پاکستان ۱۳۶۳
- پنجمین کنگره شعر و ادب و هنر اصفهان ۱۳۶۴
- مجموعه فرهنگی موزه آزادی ۱۳۶۴
- لاهور، پاکستان ۱۳۶۴
- انجمن خوشنویسان گرگان ۱۳۶۴
- کنگره خوشنویسان سراسر کشور، رامسر ۱۳۶۶
- حوزه هنری ۱۳۶۷و۱۳۶۸
- کنگره حافظ شیراز ۱۳۶۷
- کتابخانه مرکزی دانشگاه تهران ۱۳۶۸
- دومین بی‌ینال گرافیک ایران
- موزه هنرهای معاصر تهران ۱۳۶۸
- کنگره نظامی گنجوی تبریز ۱۳۷۰
- سومین بی‌ینال گرافیک ایرانی موزه معاصر ۱۳۷۱
- سالگرد خواجوی کرمانی کرمان ۱۳۷۰
- فرهنگسرای نیاوران، تهران ۱۳۷۱
- آذربایجان شوروی، باکو ۱۳۷۲
- موزه هنرهای معاصر تهران ۱۳۷۳
- موزه هنرهای معاصر تهران ۱۳۷۴
- خانه سوره، حوزه هنری تهران ۱۳۷۵
- سومین بی‌ینال گرافیک ایران ۱۳۷۴
- بی‌ینال نقاشی معاصر ایران، تهران ۱۳۷۴
- جشنواره جهان اسلام (خوشنویسی) موزه هنرهای معاصر ۱۳۷۶
- بی‌ینال نقاشی معاصر ایران ۱۳۷۶
- چهارمین مسابقه و نمایشگاه بین‌المللی جهان اسلام ۱۹۹۸ استامبول ترکیه
- ششمین نمایشگاه گرافیک ایران، موزه هنرهای معاصر ۱۳۷۸
- نمایشگاه تکریم امام علی (خوشنویسی) ۱۳۷۹
- نمایشگاه قرآن مرکز آفرینشهای هنری سالن حجاب ۱۳۷۹
- نمایشگاه تجسمی تکریم امام علی ۱۳۸۰.